# Црква Ћирила и Методија (Ужгород)
Црква Ћирила и Методија (рус. Кирилло-Мефодиевский собор (Ужгород)) налази се у граду Ужгород, Закарпатска област, Украјина. 

## Историја
Црква је изграђена у независној Украјини, за време 1990-2000. Налази се на тргу Ћирила и Методија у граду Ужгород. Прво богослужје одржано је 27. септембра 2000. године. Архитекти цркве су копирали дизајн московског храма Христа Спаситеља. Црква има пет купола, главна је златне боје, висока 60 метара, и 4 мање куполе у плавој боји у округу. У музеју се налази и музеј.
Црква припада Украјинској православној цркви - Московски патријархат.